# Pont de l'Île (Clerval)
Le pont de l’Île est un pont couvert routier qui franchit le Lac Abitibi en Abitibi-Témiscamingue, Quebec, Canada.
Parmi les derniers ponts couverts construits au Québec, 34 l'ont été à l'Abitibi, et sont associés à sa colonisation. Moins de la moitié d'entre eux subsiste.
Ce pont en bois à une voie est de type ferme Town élaboré (ou québécois) : modèle modifié par le ministère de la Colonisation du Québec pour le rendre encore plus économique. Il a été employé pour construire plus de 500 ponts couverts au Québec.
Construit en 1946, un pilier de métal y a été ajouté en 1997. En 2012 le pont a été restauré. On a remplacé la toiture, le lambris, et il a été peint rouge.
La charge est de 12 tonnes.